# Goetzenbruck
Goetzenbruck är en kommun i departementet Moselle i regionen Grand Est (tidigare regionen Lorraine) i nordöstra Frankrike. Kommunen ligger i kantonen Bitche som tillhör arrondissementet Sarreguemines. År 2022 hade Goetzenbruck 1 464 invånare.

## Befolkningsutveckling
Antalet invånare i kommunen Goetzenbruck
| Referens: INSEE |